# Варковицька сільська рада
Варковицька сільська́ ра́да — колишній орган місцевого самоврядування в Дубенському районі Рівненської області. Адміністративний центр — село Варковичі.

## Загальні відомості
- Територія ради: 40,137 км²
- Населення ради: 2 410 осіб (станом на 2001 рік)
- Територією ради протікає річка Стубла.

## Населені пункти
Сільській раді були підпорядковані населені пункти:
- с. Варковичі
- с. Зелений Гай
- с. Крилів

## Склад ради
Рада складалася з 14 депутатів та голови.
- Голова ради: Дем"янович Алла Леонідівна

### Керівний склад попередніх скликань
| Прізвище, ім'я, по батькові | Основні відомості                                                                                     | Дата обрання | Дата звільнення |
| --------------------------- | --- | ------------ | --------------- |
| Чиж Михайло Васильович      | Сільський голова, 1953 року народження, освіта середня спеціальна, член Соціалістичної партії України | 26.03.2006   | 31.10.2010      |
| Чиж Михайло Васильович      | Сільський голова, 1953 року народження, освіта середня спеціальна, безпартійний                       | 31.10.2010   | 18.11.2015      |

Примітка: таблиця складена за даними сайту Верховної Ради України